# Floyd (Nuevo México)
Floyd es una villa ubicada en el condado de Roosevelt en el estado estadounidense de Nuevo México. En el Censo de 2010 tenía una población de 133 habitantes y una densidad poblacional de 16,6 personas por km².

## Geografía
Floyd se encuentra ubicada en las coordenadas 34°13′43″N 103°34′34″O / 34.22861, -103.57611. Según la Oficina del Censo de los Estados Unidos, Floyd tiene una superficie total de 8.01 km², de la cual 8.01 km² corresponden a tierra firme y (0.03%) 0 km² es agua.

## Demografía
Según el censo de 2010, había 133 personas residiendo en Floyd. La densidad de población era de 16,6 hab./km². De los 133 habitantes, Floyd estaba compuesto por el 81.95% blancos, el 0% eran afroamericanos, el 0% eran amerindios, el 0% eran asiáticos, el 0% eran isleños del Pacífico, el 18.05% eran de otras razas y el 0% pertenecían a dos o más razas. Del total de la población el 42.11% eran hispanos o latinos de cualquier raza.